# Eimeldingen
Eimeldingen es un municipio en el distrito de Lörrach, Baden-Wurtemberg, Alemania. Está ubicado en el extremo suroeste de la Selva Negra en la conurbación Lörrach - Weil am Rhein - Basilea, aproximadamente 5 km al oeste de Lörrach, a una altitud media de 269 m s. n. m. Tiene unos 2.300 habitantes.

## Enlaces
- Wikimedia Commons alberga una categoría multimedia sobre Eimeldingen.
- Sitio web de Eimeldingen